# Esquema de colores CPK

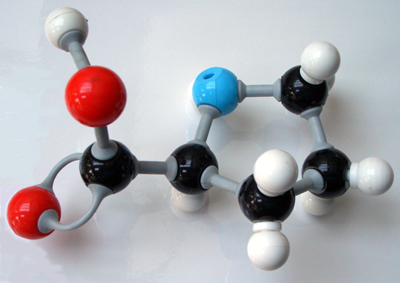
Un modelo de barras y esferas de prolina. Estos modelos usualmente cumplen con el esquema de colores CPK.

En química, el esquema o sistema de colores CPK es una popular convención de colores para distinguir átomos de diferentes elementos químicos en modelos moleculares. El esquema recibe su nombre de
los químicos Robert Corey, Linus Pauling y Walter Koltun, desarrolladores del modelo de espacio lleno y su paleta de colores.

## Historia
En 1952, Corey y Pauling publicaron una descripción de modelos de espacio lleno de proteínas y otras biomoléculas que habían construido en California Institute of Technology. Sus modelos representaban átomos por esferas de madera con caras, pintadas de diferentes colores brillantes para indicar su respectivo color químico. El esquema de colores incluía:
- Blanco para el hidrógeno.
- Negro para el carbono.
- Azul cielo para nitrógeno.
- Rojo para oxígeno.

Los químicos también construyeron modelos más pequeños usando esferas plásticas con el mismo sistema de colores.
En 1965 Koltun patentó una versión mejorada de la técnica de modelado de Corey y Pauling. Su patente menciona los siguientes colores:
- Blanco para el hidrógeno.
- Negro para el carbono.
- Azul para el nitrógeno.
- Rojo para el oxígeno.
- Amarillo oscuro para el azufre.
- Morado para el fósforo.
- Verde claro, medio, medio oscuro y oscuro para los halógenos (F, Cl, Br, I).
- Plateado para los metales (Co, Fe, Ni, Cu).

## Asignaciones típicas

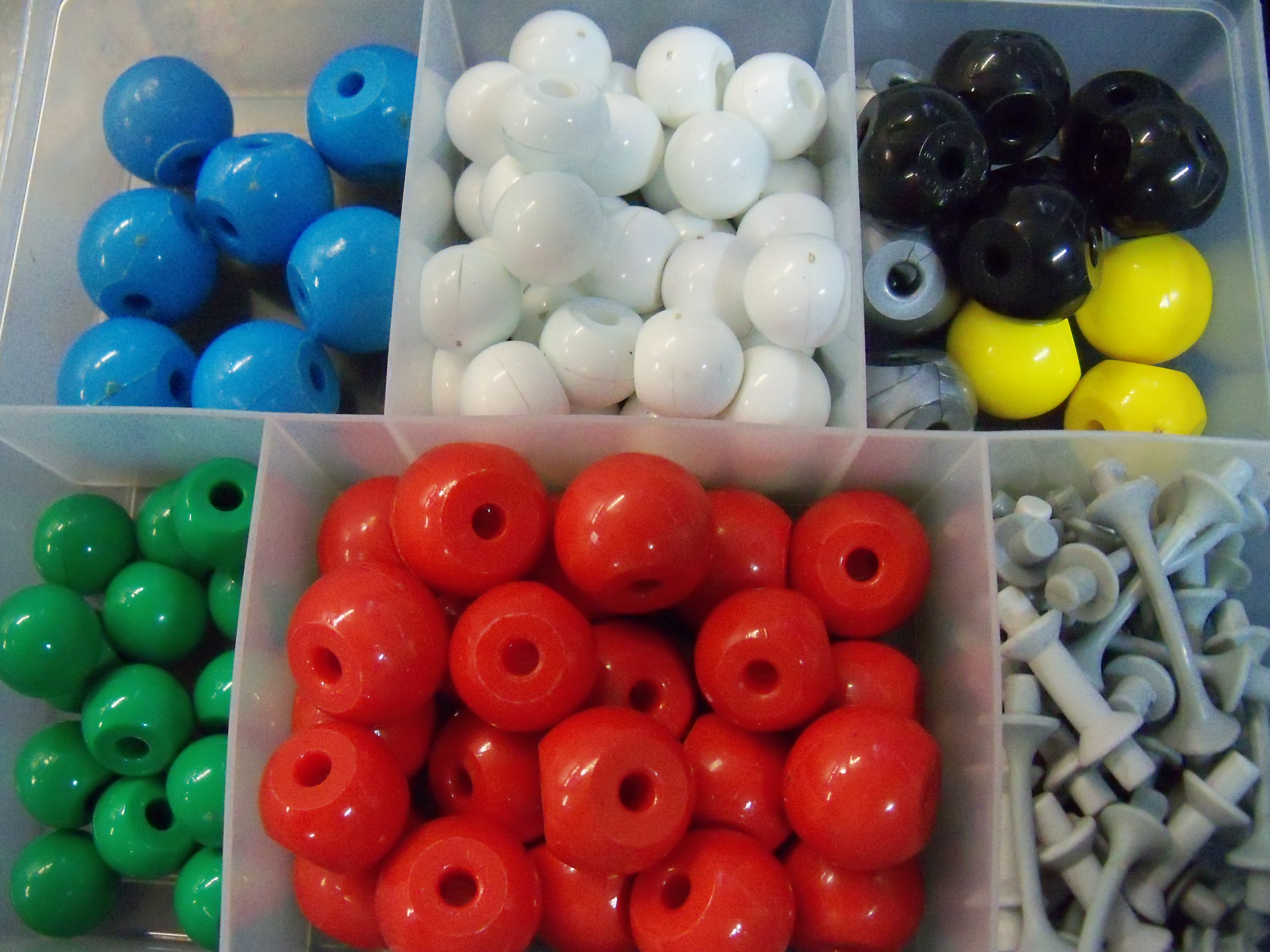
Un kit de modelado molecular. Las piezas coloreadas representan varios de los elementos corrientes.

Las asignaciones típicas de colores CPK incluyen:
|  | hidrógeno (H)                                      | blanco                    |
|  | carbono (C)                                        | negro                     |
|  | nitrógeno (N)                                      | azul oscuro               |
|  | oxígeno (O)                                        | rojo                      |
|  | flúor (F), cloro (Cl)                              | verde                     |
|  | bromo (Br)                                         | rojo oscuro               |
|  | yodo (I)                                           | violeta oscuro            |
|  | gases nobles (He, Ne, Ar, Xe, Kr)                  | turquesa                  |
|  | fósforo (P)                                        | anaranjado                |
|  | azufre (S)                                         | amarillo                  |
|  | boro (B) y la mayoría de los metales de transición | color de durazno y salmón |
|  | metales alcalinos (Li, Na, K, Rb, Cs)              | violeta                   |
|  | metales alcalinotérreos (Be, Mg, Ca, Sr, Ba, Ra)   | verde oscuro              |
|  | titanio (Ti)                                       | gris                      |
|  | hierro (Fe)                                        | anaranjado                |
|  | otros elementos                                    | rosado                    |

Muchos de los colores CPK aluden nemotácticamente a los colores de los elementos en estado puro o formando compuestos destacados. Por ejemplo, el hidrógeno es un gas incoloro, el carbono es negro como el carbón o el grafito, el azufre común es amarillo, el cloro es un gas verdoso, el bromo es un líquido rojo oscuro, el iodo en éter es violeta, el fósforo amorfo es rojo, los óxidos de hierro son entre rojo y naranjo oscuro, etc. Para algunos colores, tales como los del oxígeno y el nitrógeno, la inspiración es menos clara. Quizás el rojo del oxígeno aluda al hecho de que el oxígeno normalmente es requerido para la combustión, y el azul del nitrógeno en que el nitrógeno es el principal componente de la atmósfera terrestre, la cual se ve azul a pesar de que el nitrógeno es incoloro debido a la dispersión de Rayleigh.

## Variantes contemporáneas
La siguiente tabla muestra la asignación del color a cada elemento por algunos softwares populares. La columna C son los valores originales asignados por Corey y Pauling, la columna  K son los valores de la patente de Koltun., la J es el sistema de color usado por el visualizador molecular Jmol y la columna R es el esquema usado por RasMol. En este último, cuando son mostrados dos colores, el segundo es válido para la versión 2.7.3 en adelante. Todos los colores son aproximaciones y dependen del hardware de visualización.
|     |        |              | Colores | Colores | Colores | Colores |
| A#  | Sy     | Elemento     | C       | K       | J       | R       |
| --- | ------ | ------------ | ------- | ------- | ------- | ------- |
| 1   | H      | hidrógeno    |         |         |         |         |
| 1   | 2H (D) | deuterio     |         |         |         |         |
| 1   | 3H (T) | tritio       |         |         |         |         |
| 2   | He     | helio        |         |         |         |         |
| 3   | Li     | litio        |         |         |         |         |
| 4   | Be     | berilio      |         |         |         |         |
| 5   | B      | boro         |         |         |         |         |
| 6   | C      | carbono      |         |         |         |         |
| 6   | 13C    | carbono 13   |         |         |         |         |
| 6   | 14C    | carbono 14   |         |         |         |         |
| 7   | N      | nitrógeno    |         |         |         |         |
| 7   | 15N    | nitrógeno 15 |         |         |         |         |
| 8   | O      | oxígeno      |         |         |         |         |
| 9   | F      | flúor        |         |         |         |         |
| 10  | Ne     | neón         |         |         |         |         |
| 11  | Na     | sodio        |         |         |         |         |
| 12  | Mg     | magnesio     |         |         |         |         |
| 13  | Al     | aluminio     |         |         |         |         |
| 14  | Si     | silicio      |         |         |         |         |
| 15  | P      | fósforo      |         |         |         |         |
| 16  | S      | azufre       |         |         |         |         |
| 17  | Cl     | cloro        |         |         |         |         |
| 18  | Ar     | argón        |         |         |         |         |
| 19  | K      | potasio      |         |         |         |         |
| 20  | Ca     | calcio       |         |         |         |         |
| 21  | Sc     | escandio     |         |         |         |         |
| 22  | Ti     | titanio      |         |         |         |         |
| 23  | V      | vanadio      |         |         |         |         |
| 24  | Cr     | cromo        |         |         |         |         |
| 25  | Mn     | manganeso    |         |         |         |         |
| 26  | Fe     | hierro       |         |         |         |         |
| 27  | Co     | cobalto      |         |         |         |         |
| 28  | Ni     | níquel       |         |         |         |         |
| 29  | Cu     | cobre        |         |         |         |         |
| 30  | Zn     | zinc         |         |         |         |         |
| 31  | Ga     | galio        |         |         |         |         |
| 32  | Ge     | germanio     |         |         |         |         |
| 33  | As     | arsénico     |         |         |         |         |
| 34  | Se     | selenio      |         |         |         |         |
| 35  | Br     | bromo        |         |         |         |         |
| 36  | Kr     | kriptón      |         |         |         |         |
| 37  | Rb     | rubidio      |         |         |         |         |
| 38  | Sr     | estroncio    |         |         |         |         |
| 39  | Y      | itrio        |         |         |         |         |
| 40  | Zr     | zirconio     |         |         |         |         |
| 41  | Nb     | niobio       |         |         |         |         |
| 42  | Mo     | molibdeno    |         |         |         |         |
| 43  | Tc     | tecnecio     |         |         |         |         |
| 44  | Ru     | rutenio      |         |         |         |         |
| 45  | Rh     | rodio        |         |         |         |         |
| 46  | Pd     | paladio      |         |         |         |         |
| 47  | Ag     | plata        |         |         |         |         |
| 48  | Cd     | cadmio       |         |         |         |         |
| 49  | In     | indio        |         |         |         |         |
| 50  | Sn     | estaño       |         |         |         |         |
| 51  | Sb     | antimonio    |         |         |         |         |
| 52  | Te     | telurio      |         |         |         |         |
| 53  | I      | yodo         |         |         |         |         |
| 54  | Xe     | xenón        |         |         |         |         |
| 55  | Cs     | cesio        |         |         |         |         |
| 56  | Ba     | bario        |         |         |         |         |
| 57  | La     | lantano      |         |         |         |         |
| 58  | Ce     | cerio        |         |         |         |         |
| 59  | Pr     | praseodimio  |         |         |         |         |
| 60  | Nd     | neodimio     |         |         |         |         |
| 61  | Pm     | prometio     |         |         |         |         |
| 62  | Sm     | samario      |         |         |         |         |
| 63  | Eu     | europio      |         |         |         |         |
| 64  | Gd     | gadolinio    |         |         |         |         |
| 65  | Tb     | terbio       |         |         |         |         |
| 66  | Dy     | disprosio    |         |         |         |         |
| 67  | Ho     | holmio       |         |         |         |         |
| 68  | Er     | erbio        |         |         |         |         |
| 69  | Tm     | tulio        |         |         |         |         |
| 70  | Yb     | iterbio      |         |         |         |         |
| 71  | Lu     | lutecio      |         |         |         |         |
| 72  | Hf     | hafnio       |         |         |         |         |
| 73  | Ta     | tantalio     |         |         |         |         |
| 74  | W      | tungsteno    |         |         |         |         |
| 75  | Re     | renio        |         |         |         |         |
| 76  | Os     | osmio        |         |         |         |         |
| 77  | Ir     | iridio       |         |         |         |         |
| 78  | Pt     | platino      |         |         |         |         |
| 79  | Au     | oro          |         |         |         |         |
| 80  | Hg     | mercurio     |         |         |         |         |
| 81  | Tl     | talio        |         |         |         |         |
| 82  | Pb     | plomo        |         |         |         |         |
| 83  | Bi     | bismuto      |         |         |         |         |
| 84  | Po     | polonio      |         |         |         |         |
| 85  | At     | astato       |         |         |         |         |
| 86  | Rn     | radón        |         |         |         |         |
| 87  | Fr     | francio      |         |         |         |         |
| 88  | Ra     | radio        |         |         |         |         |
| 89  | Ac     | actinio      |         |         |         |         |
| 90  | Th     | torio        |         |         |         |         |
| 91  | Pa     | protactinio  |         |         |         |         |
| 92  | U      | uranio       |         |         |         |         |
| 93  | Np     | neptunio     |         |         |         |         |
| 94  | Pu     | plutonio     |         |         |         |         |
| 95  | Am     | americio     |         |         |         |         |
| 96  | Cm     | curio        |         |         |         |         |
| 97  | Bk     | berkelio     |         |         |         |         |
| 98  | Cf     | californio   |         |         |         |         |
| 99  | Es     | einsteinio   |         |         |         |         |
| 100 | Fm     | fermio       |         |         |         |         |
| 101 | Md     | mendelevio   |         |         |         |         |
| 102 | No     | nobelio      |         |         |         |         |
| 103 | Lr     | lawrencio    |         |         |         |         |
| 104 | Rf     | rutherfordio |         |         |         |         |
| 105 | Db     | dubnio       |         |         |         |         |
| 106 | Sg     | seaborgio    |         |         |         |         |
| 107 | Bh     | bohrio       |         |         |         |         |
| 108 | Hs     | hassio       |         |         |         |         |
| 109 | Mt     | meitnerio    |         |         |         |         |
| 110 | Ds     | darmstadtio  |         |         |         |         |
| 111 | Rg     | roentgenio   |         |         |         |         |